# 屑鉄戦隊

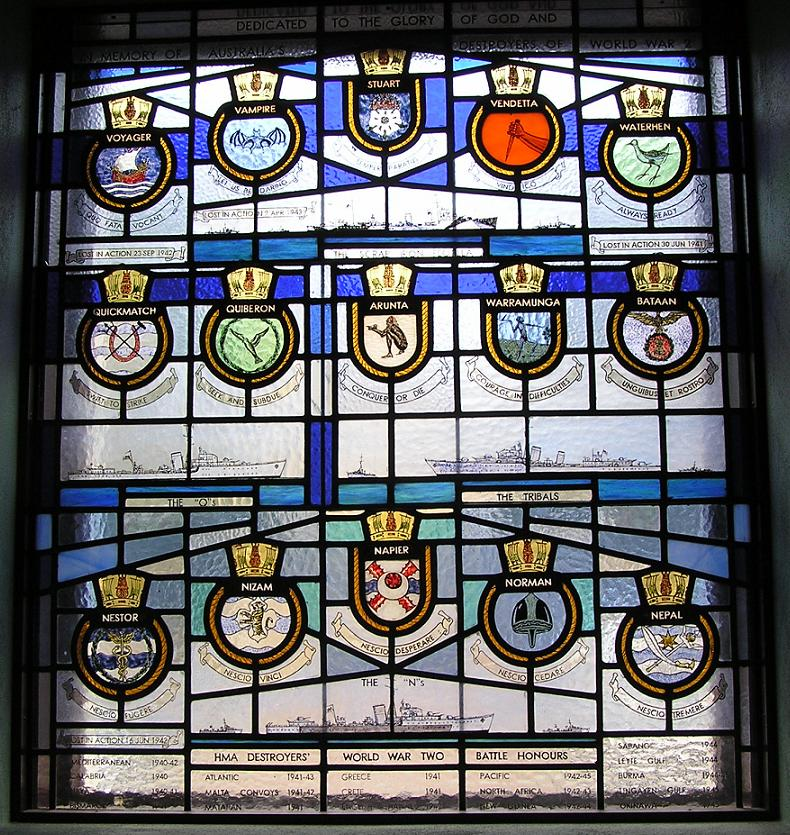
ガーデン島海軍チャペルにある第二次世界大戦に参加したオーストラリア海軍駆逐艦を記念したステンドグラス。最上段の紋章が屑鉄戦隊の5隻。

屑鉄戦隊（くずてつせんたい、Scrap Iron Flotilla）は、第二次世界大戦中に地中海および太平洋で戦ったオーストラリア海軍の駆逐艦部隊を指す名称である。

## 概要
屑鉄戦隊は5隻の駆逐艦（「スチュアート」（嚮導艦）、「ヴォイジャー」、「ヴァンパイア」、「ヴェンデッタ」、「ウォーターヘン」）からなっており、いずれの駆逐艦も第一次世界大戦時にイギリス海軍で使用された後、1930年代にオーストラリア海軍へ移管されたものであった。
屑鉄戦隊という名は正式なものではなく、戦隊が地中海へ派遣された際にドイツの国民啓蒙・宣伝大臣ヨーゼフ・ゲッベルスが旧式艦で構成された戦隊を揶揄した蔑称として誕生したものであった。1939年12月、ゲッベルスは5隻のことを「ガラクタの委託品」（Consignment of junk）や「オーストラリアの屑鉄戦隊」（Australia's Scrap-Iron Flotilla）と呼んでいる。しかし地中海の戦いやその後の太平洋の戦いで旧式駆逐艦たちは多大な貢献を果たし、やがて「屑鉄戦隊」の名は5隻の敬称となった。
ゲッベルスが5隻を「屑鉄」と呼んだ後、イギリス海軍地中海艦隊司令長官であったアンドルー・カニンガムは、オーストラリア代議院で読み上げられたメッセージの中で次のようにコメントしてオーストラリアの駆逐艦を称えている。
1943年までの戦隊の戦歴は、「ヴォイジャー」の乗員であったオーストラリア海軍志願予備中尉ジョン・F・モイーズによる著書「Scrap-Iron Flotilla」（屑鉄戦隊）に詳述され、戦争中であったにも拘らず乗員たちから多くの話を集めている。なお、モイーズは「ヴォイジャー」戦没時にも同艦に乗っていたが生還している。
2010年3月にはオーストラリア海軍軍楽隊によって、戦隊を記念した曲である「Scrap Iron Flotilla」（屑鉄戦隊）が演奏された。同音楽隊のマーティン・ハンコック一等水兵が作曲したもので、この曲の冒頭における小節は1970年代にBBCで放送されたテレビドラマシリーズ「ウォーシップ」（Warship）のテーマに影響を受けている。YouTubeのオーストラリア海軍公式チャンネルで視聴が可能。 

## 戦隊の構成艦
戦隊は次の5隻の駆逐艦で構成されていた。スコット級嚮導駆逐艦である「スチュアート」以外はいずれもアドミラルティV/W級駆逐艦のサブタイプに属する艦である。このうち1941年に地中海で「ウォーターヘン」が、1942年には「ヴァンパイア」がインド洋で、「ヴォイジャー」がティモール島でそれぞれ戦没し、第二次世界大戦を生き残ったのは2隻のみであった。老朽化のため、大規模な修理が必要になった艦もあり、修理完了後は主に船団護衛や輸送任務に使用された。「スチュアート」は高速輸送艦に改造されて使用された。
屑鉄戦隊以降、艦名はオーストラリア海軍において承継されている。「スチュアート」はリバー級護衛駆逐艦「スチュアート」とアンザック級フリゲート「スチュアート」に、「ヴォイジャー」はデアリング級駆逐艦「ヴォイジャー」に、「ヴァンパイア」はデアリング級駆逐艦「ヴァンパイア」に、「ヴェンデッタ」はデアリング級駆逐艦「ヴェンデッタ」にそれぞれ命名された。このうち、「ヴォイジャー」は1964年にメルボルン・ヴォイジャー衝突事故で航空母艦「メルボルン」と衝突し沈没、「ヴァンパイア」は1986年に退役後、シドニーのオーストラリア国立海事博物館で博物館船として保存された。「ウォーターヘン」はデアリング級駆逐艦として1952年起工したが、オーストラリア海軍の空母戦力維持に係る予算節減のため1954年に建造中止となった。その後、「ウォーターヘン」の名は1962年開設のウォーターヘン海軍基地に付与されている。
- スコット級嚮導駆逐艦 スチュアート

- アドミラルティW級駆逐艦 ヴォイジャー

- アドミラルティV級嚮導型駆逐艦 ヴァンパイア

- アドミラルティV級駆逐艦 ヴェンデッタ

- アドミラルティW級駆逐艦 ウォーターヘン